# كارل ديل
كارل ديل (بالألمانية: Karl Diehl)‏ هو أستاذ جامعي واقتصادي ألماني، ولد في 27 مارس 1864 في فرانكفورت في ألمانيا، وتوفي في 12 مايو 1943 في فرايبورغ في ألمانيا.